# Orange Grove
Orange Grove är en förort till Perth i Australien. Den ligger i kommunen Gosnells och delstaten Western Australia, omkring 16 kilometer sydost om Perth.
Runt Orange Grove är det tätbefolkat, med 459 invånare per kvadratkilometer.. Närmaste större samhälle är Perth, omkring 16 kilometer nordväst om Orange Grove. 
I omgivningarna runt Orange Grove växer huvudsakligen savannskog. Genomsnittlig årsnederbörd är 951 millimeter. Den regnigaste månaden är september, med i genomsnitt 168 mm nederbörd, och den torraste är februari, med 12 mm nederbörd.